# Metorthocheilus excisa
Metorthocheilus excisa är en fjärilsart som beskrevs av George Francis Hampson. Metorthocheilus excisa ingår i släktet Metorthocheilus och familjen Uraniidae. Inga underarter finns listade i Catalogue of Life.